# Solidus (monnaie)
Pour les articles homonymes, voir Solidus, Sol et sou.

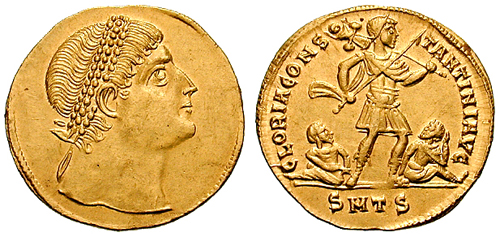
Monnaie d'un solidus et demi de Constantin, 327, Thessalonique.

Le solidus (au pluriel solidi) est la monnaie romaine d'or au début du IVe siècle. Cette monnaie connut une exceptionnelle stabilité qu'elle conserva à Byzance jusqu'au XIe siècle et devint la base du système monétaire du Bas Empire puis de l'Empire byzantin.
Remplaçant l'aureus, le solidus est l'ancêtre du sol et du sou.

## Origine dusolidus
Composé de 4,5 grammes d'or fin, le solidus est créé par Constantin Ier pour financer son armée et ses guerres civiles. Il remplace officieusement l'aureus frappé par l'empereur Dioclétien correspondant à 1/60e de livre romaine, soit 5,4 g, et devient la nouvelle unité de compte de l'Empire au détriment du denarius d'argent.
Cette monnaie est frappée pour la première fois à l'atelier de Trèves vers 309 ou 310 avec une première diminution de poids, puis après la victoire sur Maxence en 312 par les ateliers monétaires d'Italie, avec un poids de nouveau diminué à 1/72e de livre, soit 4,55 g, et parfois une marque LXXII précisant ce poids. En même temps, les émissions de l'aureus de 5,4 g cessent en 313,.
Par la suite Constantin put maintenir le poids du solidus à 1/72e de livre en récupérant en 324 le trésor de guerre de son adversaire Licinius, puis en 331 par les confiscations de métal précieux conservé dans les temples. Enfin, pour réalimenter son stock d'or de façon plus régulière et assurer ses dépenses considérables, Constantin dut créer de nouveaux impôts, payables pour la plupart en or :
- le chrysargyre (en grec, or et argent), levé tous les quatre ans sur les commerçants et les artisans
- l'or coronaire (aurum coronarium), dû par les décurions des cités
- l'or oblatice (aurum oblaticium, or offert), contribution imposée aux sénateurs

Outre l'émission régulière de solidus, des multiples d'un solidus et demi, deux solidi, voire plus, sont frappés en nombre limité pour commémorer des événements tels que les anniversaires impériaux, des nominations de hauts fonctionnaires, ou pour des cadeaux. Certaines frappes atteignent plusieurs centaines de grammes d'or, mais il ne s'agit alors plus d'objets destinés à la circulation mais de médailles que l'on thésaurise.

## Consolidation dusolidus

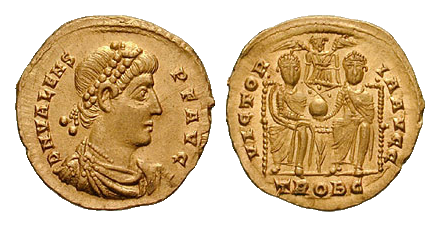
Solidus de Valens, revers avec la marque OB certifiant le titre en or pur.

La production de solidi, ralentie après le recyclage des trésors de Licinius, reprend à partir de 340 grâce à un nouvel afflux d'or en provenance de nouveaux gisements caractérisés par leurs impuretés de platine, exploités jusque vers 390.
La garantie du poids du solidus est économiquement nécessaire, mais elle est menacée par l'usure naturelle des pièces causée par leur circulation, et aussi par les fraudes au limage ou au rognage, consistant à prélever un peu d'or sur chaque pièce. L'empereur Julien instaure en 363 des fonctionnaires contrôleurs dans chaque grande ville de l'Empire chargés de vérifier le poids des solidi et d'arbitrer les conflits entre vendeurs et acheteurs de solidi. Les contrôleurs procédaient avec des poids ou des petites balances calibrés à 4,5 grammes. Cette mesure est maintenue par ses successeurs les Valentiniens.
En 368, Valentinien Ier et Valens renforcent la valeur du solidus en faisant passer le titre en métal précieux de 95 % à plus de 99 %, garanti par la marque OB (pour obryziacus, en or pur) au revers des monnaies.
Sous Théodose, la création du demi solidus, dit semissis, et surtout du tiers de solidus, ou trémissis (1,5 gramme d'or), abondamment frappé, rend l'or plus accessible pour les particuliers et augmente encore sa diffusion dans les circuits économiques.

## Prépondérance dusolidus
Unique monnaie stable d'un système monétaire où les poids des monnaies d'argent et de bronze fluctuaient fréquemment, généralement à la baisse, et diffusé dans tout l'Empire romain, le solidus est le seul moyen d'exprimer les dettes et les prix en se protégeant des dépréciations. Georges Depeyrot le résume ainsi : « Le sou d'or devient le pivot de l'économie et des échanges pour des siècles. »
L'or devient la référence pour le système fiscal et les dépenses impériales. Les taxes s'expriment en solidi, et parfois en fraction de solidus. Les amendes, connues par le Code Théodosien, ne s'expriment plus qu'en or à partir de 360 environ. Les dépenses militaires, les soldes régulières et les gratifications exceptionnelles (donativa) se règlent en solidi (d'où le nom « solde »).
Par le biais de l'impôt, les solidi revenaient dans les caisses de l’État, pour être refondus en lingots, ce qui permettait un comptage au poids, puis re-frappées. Les solidi émis servant à la solde de troupes, et partant de l'évaluation des effectifs de l'armée dans la seconde moitié du IVe siècle, la production annuelle de solidi est estimée entre 1 et 2 millions de pièces, et vraisemblablement davantage à l'occasion des grandes mobilisations militaires lors des conflits.

## Lesolidusdans l'Antiquité tardive

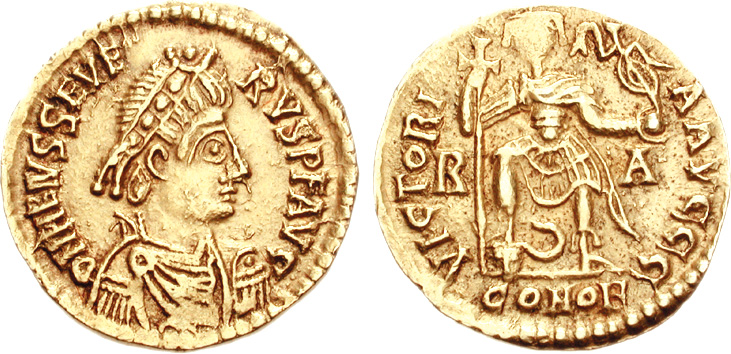
Solidus au nom de Libius Severus (461-466), frappe wisigothique, marque d'atelier R A COMOB. Ref RIC X 3755.

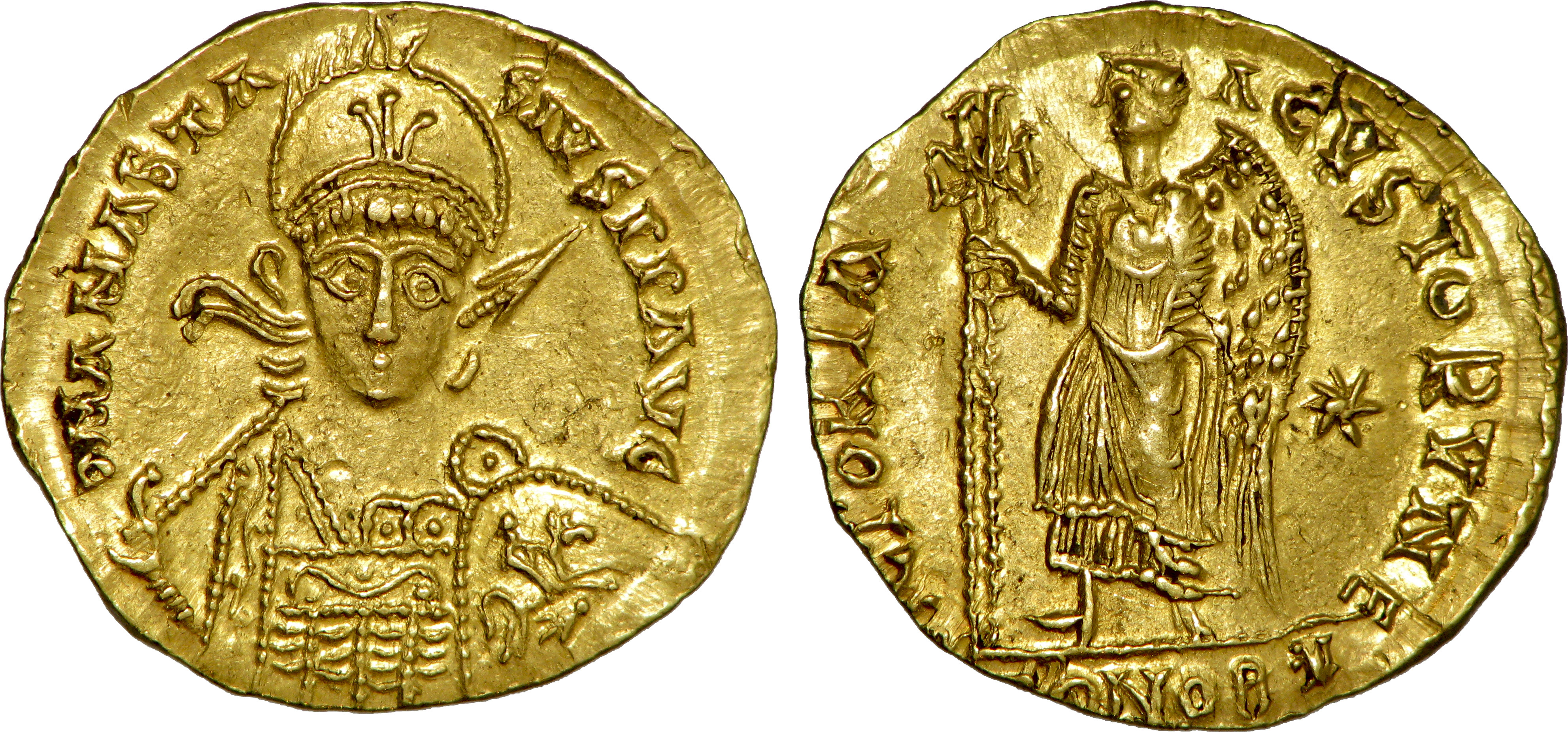
Solidus à la victoire au nom de Anastase (491-518), frappé sous Clovis

En 395, la dernière séparation de l'empire entre Occident et Orient ne change pas l'unité du système monétaire, les solidi frappés à Constantinople circulent en Occident. Dans l'empire d'Orient, le nom grec de la monnaie est dès son origine le nomisma, nom qui perdure tandis que l'usage officiel du latin disparaît, mais les numismates continuent de désigner le type par le nom latin solidus pour ses productions jusqu'au Xe siècle, époque de sa dévaluation.
La situation est plus complexe dans l'empire d'Occident après les Grandes invasions : dans le réduit romain, les ateliers monétaires impériaux de Ravenne, de Milan, de Rome et parfois d'Arles continuent d'émettre des solidi à l'effigie des empereurs, jusqu'à Romulus Augustule en 476, tandis que les peuples germaniques installés comme fédérés dans les provinces périphériques frappent à leur tour des solidi, également au nom de l'empereur en titre, mais avec des marques d'ateliers fictives. Ainsi, à partir de la fin du règne de Valentinien III vers 450, le royaume wisigoth de Toulouse émet des solidi de poids moindre, l'éphémère royaume suève d'Espagne des tiers de solidi, puis les Burgondes font de même.
Après la fin politique de l'empire d'Occident, marquée par la destitution de Romulus Augustule en 476, le solidus a toujours cours. Il est imité par les rois barbares, en particulier les Mérovingiens, quoique le plus souvent sous forme de « tiers de sou » (tremissis). Il est employé comme unité de compte pour les amendes du wergeld, droit germanique qui établit les indemnités financières pour les atteintes à la personne.

## Évolution dusolidusbyzantin

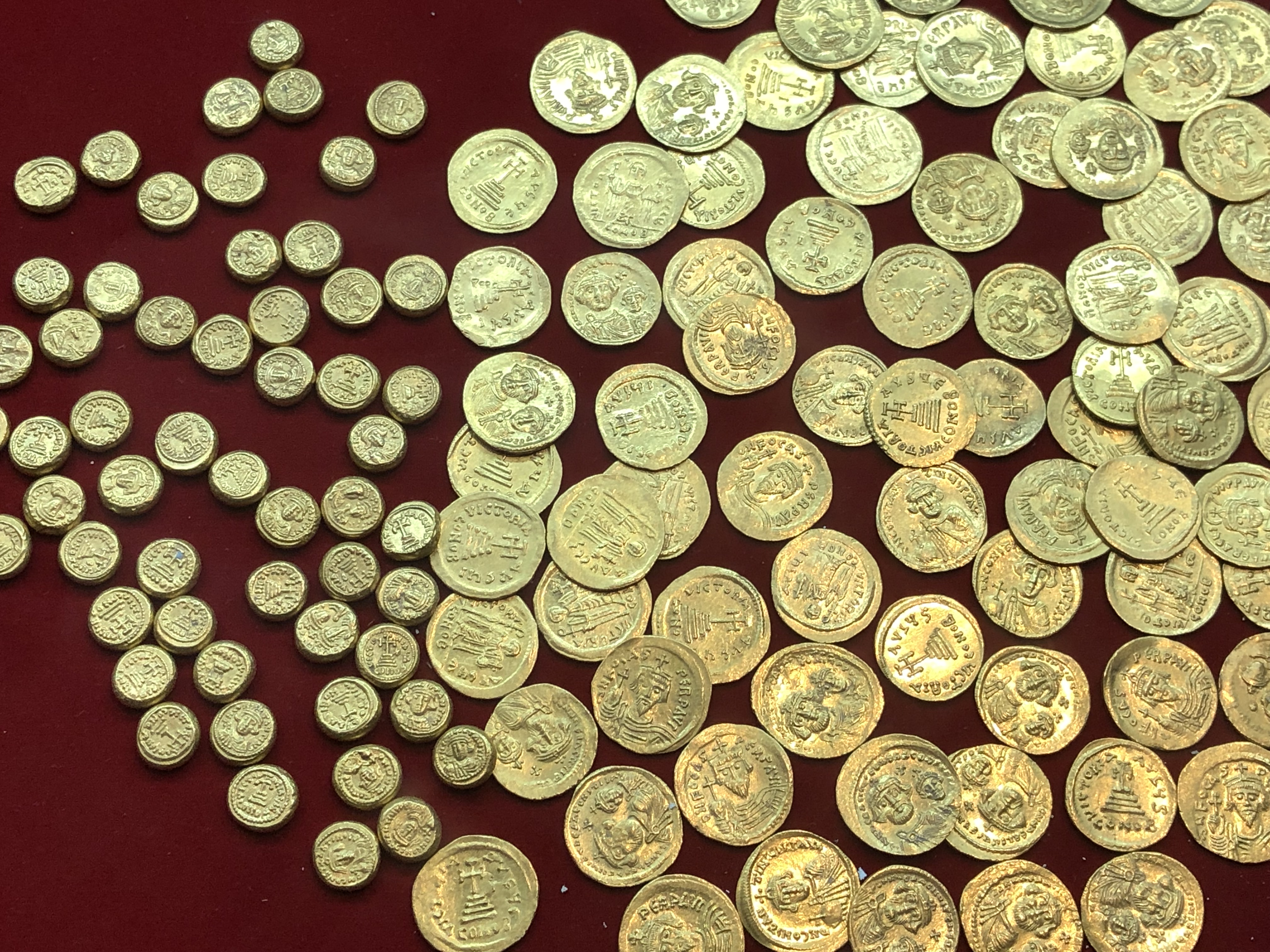
Trésor de Rougga, découvert en 1972 - Musée de Mahdia. Mélange de solidi globulaires carthaginois (à gauche) et de solidi de Constantinople.

Après les reconquêtes de Justinien en Afrique et en Italie, des ateliers monétaires reprennent les émissions de solidi à Syracuse et à Carthage, avec le même alliage et le même poids que les solidi émis à Constantinople, mais avec une forme géométrique différente. Au VIIe siècle à l'atelier de Carthage, les solidi frappés sont de plus en plus épais. D'un poids égal, ils ont un diamètre moindre, prenant la forme dite du solidus globulaire. Cette évolution locale de la fabrication pourrait s'expliquer par la moindre force nécessaire à la frappe et l'absence de préparation préalable du flan, qui a pour conséquence une usure moins rapide des coins monétaires et une productivité accrue de l'atelier.
L'atelier de Syracuse fonctionne plus longtemps que celui de Carthage, de 650 à 870, Entre 650 et 690, la masse du solidus syracusain baisse, son diamètre diminue tandis que l'épaisseur reste la même que pour le solidus de Constantinople. L'atelier de Syracuse opère une première dévaluation du solidus vers 700 qui passe le titre de la monnaie de 93 % d'or à 67 % par addition d'argent, pour ensuite se stabiliser à un titre entre 80 % et 85 %. Une seconde dévaluation sous Michel III (842-867) et Basile Ier (867-886) fait tomber le titre d'or à 27 % principalement remplacé par du cuivre. Ces alliages dévalués étant plus durs et plus difficiles à frapper, l'épaisseur du solidus de Syracuse augmente et son diamètre diminue.
Les premiers dinars omeyyades sont frappés en 696 en s'inspirant du solidus byzantin, entre autres ceux fabriqués sous Héraclius.

## Postérité dusolidus
Le nom est à l'origine des appellations sol et, plus près de nous, sou, et également du solde comptable et en économie, de la solde et du soldat via l'italien soldo.

#### Articles
- François Delamare, Pierre Montmitonnet et Cécile Morrisson, « Une approche mécanique de la frappe des monnaies. Application à l'étude de l'évolution de la forme du solidus byzantin », Revue numismatique, 6e série, t. 26,‎ 1984, p. 7-39 (lire en ligne).
- Georges Depeyrot, « Le trésor de Dortmund et les solidi milanais COM et COMOB : l'apport de la mesure », Histoire & Mesure, 1986 volume 1 - n°3-4. Varia. p. 229-238
- Xavier Loriot, « Réflexions sur l'usage et les usagers de la monnaie d'or sous l'Empire romain », Revue numismatique, 6e série, t. 159,‎ 2003, p. 57-74 (lire en ligne)